# Mistrzostwa Polski w Łyżwiarstwie Figurowym 2013
Mistrzostwa Polski w łyżwiarstwie figurowym 2012 odbyły się w dniach od 13 – 15 grudnia 2012 w Cieszynie, w kategoriach Seniorów i Juniorów. Rywalizowano w następujących konkurencjach seniorskich: solistki, soliści, pary sportowe, pary taneczne, natomiast juniorzy wystąpili w konkurencji par tanecznych. Równocześnie z mistrzostwami Polski rozgrywane były mistrzostwa Czech i Słowacji, w związku z czym oficjalna nazwa turnieju tu Mistrzostwa Trzech Narodów w łyżwiarstwie figurowym.

## Seniorzy

### Soliści
| Pozycja | Zawodnik        | Punkty | SP | SP    | FS | FS     |
| ------- | --------------- | ------ | -- | ----- | -- | ------ |
| 1       | Tomáš Verner    | 229,55 | 1  | 78,40 | 1  | 151,15 |
| 2       | Pavel Kaška     | 182,95 | 3  | 59,02 | 2  | 123,93 |
| 3       | Patrick Myzyk   | 173,70 | 4  | 58,36 | 3  | 115,34 |
| 4       | Kamil Białas    | 152,92 | 8  | 47,51 | 4  | 105,41 |
| 5       | Kamil Dymowski  | 146,66 | 5  | 48,20 | 5  | 98,46  |
| 6       | Marco Zakouril  | 135,39 | 6  | 47,99 | 7  | 87,40  |
| 7       | Marco Klepoch   | 135,09 | 9  | 45,28 | 6  | 89,81  |
| 8       | Krzysztof Gala  | 134,53 | 7  | 47,59 | 8  | 86,94  |
| 9       | Łukasz Pazdro   | 126,92 | 10 | 45,17 | 10 | 81,75  |
| 10      | Edwin Siwkowski | 124,80 | 11 | 41,45 | 9  | 83,35  |
| 11      | Martin Krhovjak | 107,07 | 13 | 36,83 | 11 | 70,24  |
| WD      | Michal Březina  |        | 2  | 71,65 |    |        |
| WD      | Petr Coufal     |        | 12 | 39,95 |    |        |

### Solistki
| Pozycja | Zawodnik          | Punkty | SP | SP    | FS | FS    |
| ------- | ----------------- | ------ | -- | ----- | -- | ----- |
| 1       | Agata Kryger      | 123,22 | 4  | 40,64 | 2  | 82,58 |
| 2       | Nicole Rajičová   | 122,53 | 6  | 38,67 | 1  | 83,86 |
| 3       | Laura Raszyková   | 117,42 | 3  | 40,67 | 3  | 76,75 |
| 4       | Klára Světlíková  | 116,05 | 2  | 41,10 | 4  | 74,95 |
| 5       | Jana Coufalová    | 114,10 | 1  | 41,70 | 5  | 72,40 |
| 6       | Alexandra Kunová  | 110,24 | 7  | 38,29 | 6  | 71,95 |
| 7       | Dominika Murcková | 105,02 | 9  | 34,07 | 7  | 70,95 |
| 8       | Eliška Březinová  | 99,44  | 5  | 39,13 | 8  | 60,31 |
| 9       | Aneta Michałek    | 93,97  | 8  | 37,58 | 9  | 56,39 |
| 10      | Marta Olczak      | 77,62  | 10 | 28,24 | 10 | 49,38 |
| 11      | Karolína Gútová   | 72,79  | 11 | 25,56 | 11 | 47,23 |
| 12      | Urszula Reszka    | 66,61  | 12 | 25,01 | 12 | 41,60 |

### Pary sportowe
| Pozycja | Zawodnik                    | Punkty | SP | SP    | FS | FS    |
| ------- | --------------------------- | ------ | -- | ----- | -- | ----- |
| 1       | Marcelina Lech Jakub Tyc    | 100,77 | 1  | 33,12 | 1  | 67,65 |
| 2       | Marya Kozina Janusz Karweta | 93,76  | 2  | 29,22 | 2  | 64,54 |

### Pary taneczne
| Pozycja | Zawodnik                                | Punkty | SP | SP    | FS | FS    |
| ------- | --------------------------------------- | ------ | -- | ----- | -- | ----- |
| 1       | Lucie Myslivečková Neil Brown           | 125,05 | 1  | 52,22 | 1  | 72,83 |
| 2       | Aleksandra Zworygina Maciej Bernadowski | 121,73 | 3  | 49,32 | 2  | 72,41 |
| 3       | Justyna Plutowska Piotr Gerber          | 120,56 | 4  | 48,20 | 3  | 72,36 |
| 4       | Gabriela Kubová Matěj Novák             | 111,68 | 2  | 49,67 | 4  | 62,01 |
| 5       | Natalia Kaliszek Michał Kaliszek        | 97,68  | 5  | 39,57 | 5  | 58,11 |

## Juniorzy

### Pary taneczne
| Pozycja | Zawodnik                          | Punkty | SP | SP    | FS | FS    |
| ------- | --------------------------------- | ------ | -- | ----- | -- | ----- |
| 1       | Karolína Procházková Michal Češka | 116,78 | 1  | 50,00 | 1  | 66,78 |
| 2       | Jana Čejková Alexandr Sinicyn     | 108,37 | 2  | 44,14 | 2  | 64,23 |
| 3       | Kateřina Koníčková Matěj Lang     | 90,23  | 3  | 37,25 | 3  | 52,98 |
| 4       | Joanna Zając Cezary Zawadzki      | 84,22  | 5  | 34,57 | 4  | 49,65 |
| 5       | Mariya Ukolova Jaroslav Brtek     | 83,12  | 4  | 36,46 | 5  | 46,66 |

## Strony zewnętrzne
- Wyniki w kategorii Senior. pfsa.com.pl. [zarchiwizowane z tego adresu (2019-07-30)].
- Wyniki w kategorii Junior. pfsa.com.pl. [zarchiwizowane z tego adresu (2016-03-04)].
- Wyniki w kategoriach Novice i Młodzieżowiec. pfsa.com.pl. [zarchiwizowane z tego adresu (2020-05-13)].
- Wyniki w kategoriach Młodzików. pfsa.com.pl. [zarchiwizowane z tego adresu (2013-08-09)].